# Atrococcus melanovirens
Atrococcus melanovirens är en insektsart som beskrevs av Goux 1941. Atrococcus melanovirens ingår i släktet Atrococcus och familjen ullsköldlöss.
Artens utbredningsområde är Frankrike. Inga underarter finns listade i Catalogue of Life.